# Wapen van Cuijk

Wapen van Cuijk

Het wapen van Cuijk is op 1 september 1995 bij Koninklijk Besluit aan de gemeente Cuijk toegekend. Deze gemeente was in 1994 door samenvoeging ontstaan uit de gemeenten Cuijk en Sint Agatha, Beers en Haps. De gemeentelijke vlag is gelijk aan het gemeentewapen.
De gemeente Cuijk is op 1 januari 2022 opgegaan in de nieuwe gemeente Land van Cuijk. In het wapen van de nieuwe gemeente is dit wapen grotendeels overgenomen.

## Geschiedenis
Het wapen is gelijk aan dat van de opgeheven gemeente Cuijk en Sint Agatha. Het is tevens het wapen van het Land van Cuijk. Het wapen is afgeleid van het familiewapen van het geslacht van Cuijk, met daaraan toegevoegd een kroon.

## Blazoen
De beschrijving van het wapen luidt: 
In goud twee dwarsbalken, vergezeld van acht zoomsgewijs geplaatste merletten, alles van keel. Het schild gedekt met een gouden kroon van twaalf parels, waarop drie parels.
N.B.:
- De heraldische kleuren zijn keel (rood) en goud (geel).

## Verwante wapens
De volgende wapens zijn verwant aan het wapen van Cuijk:

Het wapen van Cuijk en Sint Agatha
Het wapen van Boxtel
Het wapen van Grave